# Мірецький Георгій Адамович
Георгій Адамович Мірецький (рос. Георгий Адамович Мирецкий, (нар. 6 травня 1929, Луцьк — пом. 6 лютого 1978, Луцьк) — український композитор, піаніст і педагог, представник неоромантичного напрямку в українській музиці.

## Біографія
Георгій Мірецький народився в Луцьку Волинської області 6 травня 1929 року, коли Волинь була під протекторатом Польщі. Батько — Адам Володимирович, поляк за походженням. Мати — Марія Денисівна (уроджена — Денисюк), українка. Середню освіту здобув в рідному місті у два етапи: з 1936 року — у польській загальноосвітній школі №1, потім — перерва на німецьку окупацію 1941-1944 років, далі — остаточне здобуття середньої освіти в радянській школі робітничої молоді у 1949 році. Є достовірні свідчення (листування, спогади рідної сестри), що у 1949 — 1951 роках навчався у Львівському музично-педагогічному училищі ім.Філарета Колесси (саме на цей період припадають перші фортепіанні композиції — Прелюдії ор.33-1,-2). Однак документальних підтверджень щодо його закінчення поки не знайдено. У 1952 році вступив і в 1958 році  закінчив Київську консерваторію по класу композиції Б. Лятошинського, Л. Ревуцького, М. Вілінського, К. Данькевича. З 1959 року — викладач музичного відділення Луцького педагогічного училища [Архівовано 18 травня 2015 у Wayback Machine.].

## Творчість
Творчість Георгія Мірецького була маловідома широкому загалу більш, ніж 30-ти років після його смерті. Доступ до творчого архіву композитора відкрився тільки у 2007 році. Всі роботи крупної музичної форми (опера, симфонія, симфонічна поема пам'яті М.Вілінського, концерт для фортепіано з оркестром, кантата «Моя Україна») в архіві композитора не було знайдено, як і деякі найбільш популярні солоспіви.
Творчість Георгія Адамовича Мірецького є справжньою духовною скарбницею музичної культури Волині. Композитор, піаніст, талановитий педагог, — він був обдарованим, витонченим майстром, пріоритетом для котрого був високий професіоналізм. Не дивлячись на нетривале творче життя (близько 49 років) насичене напруженою педагогічною, концертною й організаційною діяльністю його творча спадщина складає понад 100 робіт, цікавих і різноманітних за тематикою та жанрами. Майже всі вони у 60-ті, 70-ті роки ХХ ст. формували репертуар провідних музичних колективів і солістів обласного центру. Були успішні виступи у Києві та Львові, в тому числі на телебаченні.
Як композитор академічної спрямованості, звертався він і до жанру опери. Творча дружба на довгі роки поєднала Георгія Адамовича з признаним генієм волинської словесної музи — поетом Олександром Теофіловичем Богачуком, який є автором багатьох віршів, покладених на музику композитором. Зокрема — автором лібрето незакінченої опери Георгія Мірецького "Маруся Богуславка" [Архівовано 18 травня 2015 у Wayback Machine.] (за однойменною драмою М.Старицького /1897/). Були створені: увертюра, арії ведучих персонажів, східні та українські танці.

Характерною рисою для творчості Георгія Мірецького є схильність до драматичного висловлювання, яка знайшла відображення і в інструментальних та інструментально-хорових творах — Симфонічній поемі, Сонаті g-moll ("Магічній"), 9-ти простих варіаціях на українську тему для фортепіано, струнному квартеті D-dur, кантаті "Моя Україна" ("Волинь-43"). Унікальною є поліфонічна спадщина, яку композитор "відточував" на власноруч реставрованій старовинній фісгармонії: три-голосні фуги c-moll та b-moll, а також «подвійна» та «чотириголосна» фуги для виконання на фортепіано або органі, синтезували особливості мелосу епохи Й.С.Баха з сучасними інтонаційними рішеннями.

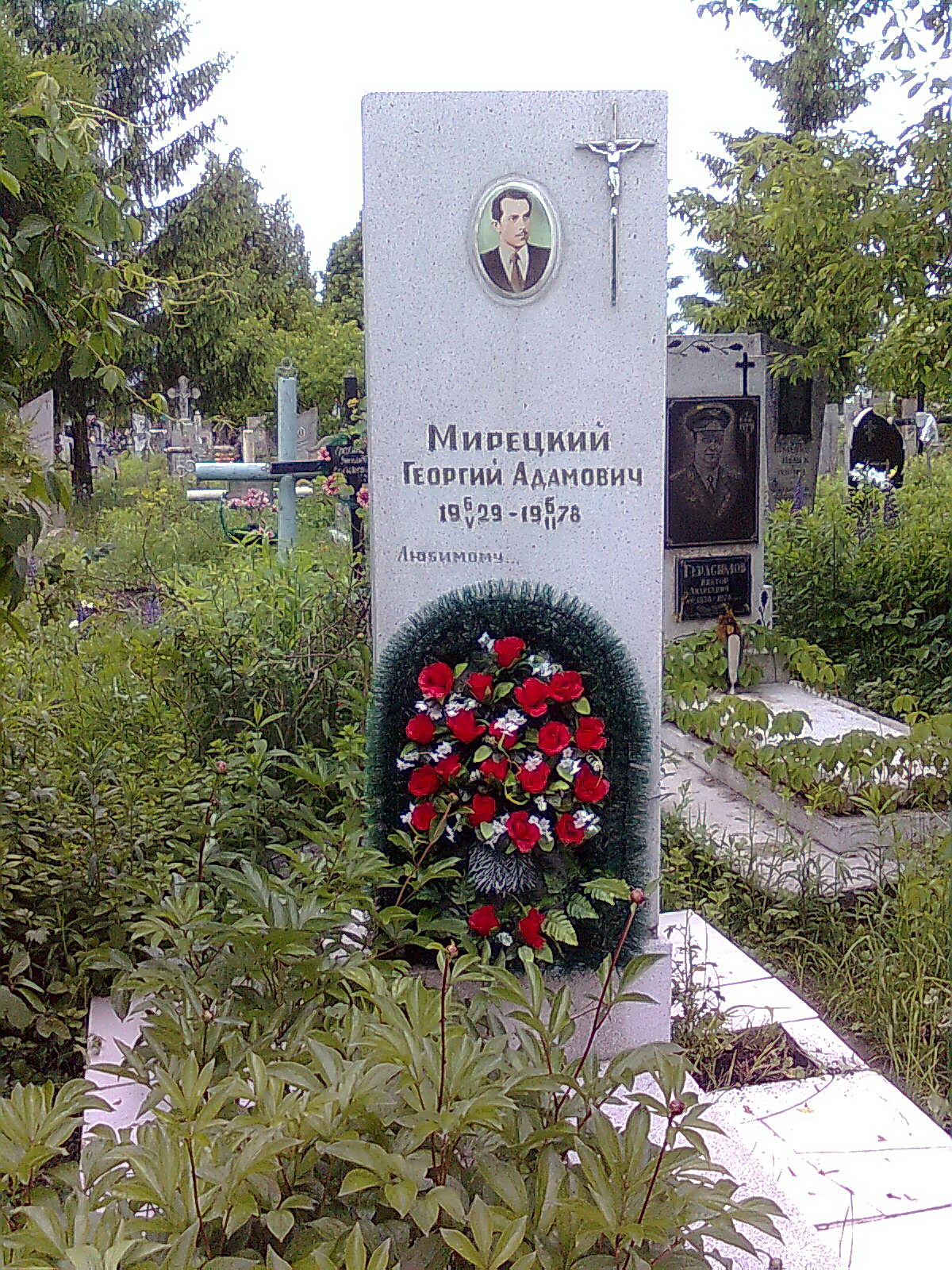
Могила Георгія Мірецького у Луцьку

Всім "стовпам" української класики притаманне широке використання хорового жанру, особливо з обробок народних пісень. Г.Мірецький не залишився осторонь від цієї традиції. В 60-х роках ХХ ст. він включається до процесу з відновлення національних традицій та культури. Ним було створено цілий ряд різноманітних обробок народних пісень Волині для різних хорових складів.У тому числі композитор звертався і до духовної тематики — у хорі «Святенна ніч» для виконання а cappella істотно відчутні традиції музики духовних жанрів. Хорову творчість Георгія Мірецького відрізняє широке застосування прийомів "симфонізму", коли голосоведіння окремих партій хорових виконавців побудоване на принципах та прийомах симфонічного оркестру, відповідно і звучання такого хору має особливе регістрове та емоційне наповнення.
Особливе місце в творчій спадщині посіли романси та пісні, які створені у формі вокально-інструментальних монологів на тексти класиків світової літературі (Ш.Петефі, М.Лермонтова, О.Пушкіна, волинського поета — О.Богачука). Особливістю цих романсів — є віртуозні партії фортепіанного супроводу. Ці супроводи настільки самостійні, що можуть існувати у формі окремих фортепіанних п'єс на певні теми: «Надія», «Зрада», «Відвертість», «Вакхічна пісня», що підтверджується додатковими назвами романсів та пісень.
На початку 60-х років ХХ ст. композитор виступає новатором численних перекладів, обробок творів інших композиторів для вокального октету (мішаного хору) a cappella: Л.Бетховена, Ф.Шопена, Е.Гріга, Я.Сібеліуса, Р.Шумана, П.Чайковського, С.Рахманінова, М.Лисенка, П.Майбороди, І.Шамо, А.Хачатуряна, та інш.
Найбільш відомі учні: хормейстер, заслужений діяч мистецтв України Валентина Гаврилюк [Архівовано 5 березня 2016 у Wayback Machine.], регент хору кафедрального Собору святих Петра і Павла у Луцьку, який на першому Всеукраїнському фестивалі християнських хорів у Києві 2003 року здобув звання народного [Архівовано 5 березня 2016 у Wayback Machine.], у репертуарі хору: „Коронаційна меса” і „Реквієм” Моцарта [Архівовано 12 грудня 2020 у Wayback Machine.], IV кантата Баха, „Te Deum” Гайдна, „Меса св. Цецилії” Гуно і т.інш..
Неодноразовий лауреат всеукраїнських та обласних конкурсів народної творчості — Георгій Адамович Мірецький вписав яскраву сторінку в музичне мистецтво Волині та України. Твори його передають світ прекрасної душі, освяченої особливим талантом.
(Основа тексту — передмова до першого двотомного видання вибраних творів композитора «Бенефіс з небуття» ISMN M 707-516-12-6 вид. ВАТ «Волинська обласна друкарня» 2009 рік [Архівовано 25 травня 2015 у Wayback Machine.])

## Основні твори

### Опери
- Маруся Богуславка (1968) не закінчена, партитура в розшуку.

### Вокально-симфонічні
- (ор.1) «Радуйся Україна» (сьогодні існує під іншою назвою — «Волинь-43») — кантата для хору, солістів і оркестру (оригінальна партитура, клавір у розшуку, є чернетки перших двох частин (з 3-х) партитури без лірики).

### Симфонічні
- (ор.2) Симфонічна поема (пам'яті вчителя М. М. Вілінського) (клавір, партитура у розшуку, в архиві — ескіз партитури).
- (ор.3) «Штурм» — симфонічна картина на теми пісень Великої Вітчизняної війни (до Дня Перемоги)
- (ор.34) Концерт для фортепіано з оркестром (партитура у розшуку)

### Камерні
- (ор.26) Струнний квартет (D — dur)

### Авторські хори
- (ор.43) «Ода про Волинь» — для мішаного хора з фортепіано (партитура у розшуку, є аудіозапис) на слова О.Богачука.
- (ор.44) «Ода Батьківщині» — для мішаного хора з фортепіано на слова О.Магона.
- (ор.45) «Святенна ніч» — хор a cappella. на слова О.Магона.
- (ор.46) «Пісня про землю» — для двох солістів і хору з фортепіано.
- (ор.47) «Сином пишається великий народ» (присвячений першому космонавту Ю.Гагаріну) — для баритона і хору з фортепіано.
- (ор.71) «Мені приснилося» — для тенора, хору (вокального октету) з фортепіано на слова О.Богачука.

### Хорові обробки (транскрипції) волинських народних пісень
- (ор.84) «Спокон віку ми спали» для сопрано і хору з фортепіано.
- (ор.85) «Як билина та тополя» (сімейно-побутова пісня-романс про кохання) — для тенора і хору з фортепіано.
- (ор.86) «Сива зозуленька, не літай раненько» (сімейно-побутова пісня про кохання) — для жіночого хору a cappella.
- (ор.87) «Ти, мій прекрасний соколю» (сімейно-побутова пісня про кохання) — для хору a cappella.
- (ор.88) «Що там в лісі гуде» (волинська партизанська пісня) — для хора з фортепіано.
- (ор.89) «Гаю, гаю» (пісня-легенда про кохання) — для тенора і хору з фортепіано.
- (ор.90) «Такі оченьки» (лірично-жартівлива пісня) — для хору a cappella.
- (ор.91) «Ой ти, вишенько» (сімейно-побутова пісня про кохання) — для чоловічого хору a cappella.
- (ор.92) «Ярема» (жартівлива пісня) — для тенора і хору з фортепіано

### Романси для голосу з фортепіано
- (ор.75) «Ой ти, кінь» (баритон, альт) на слова Шандора Петефі, переклад українською О.Магон.
- (ор.76) «Ясна ти перлинонька моя» (бас, альт) на слова Шандора Петефі, переклад українською О.Магон.
- (ор.77) «Бурхливе море» (баритон, альт) на слова Шандора Петефі, переклад українською О.Магон. (присвята Євгенії Аркадіївні Биковій).
- (ор.78) «Не вір хвалам і завірянням» (тенор) на слова Михайла Лермонтова, переклад українською О.Магон
- (ор.79) «Розставання» (тенор) на слова Михайла Лермонтова, переклад українською О.Магон.
- (ор.80) «Кохання геть» (тенор) на слова Михайла Лермонтова, переклад українською О.Магон
- (ор.81) «Що змовкнув веселощів глас (вакхічна пісня)» (баритон) на слова Олександра Пушкіна, переклад українською О.Магон
- (ор.82) «Перечекай усі чекання („Надія“)» (тенор, сопрано) з циклу «Три романси» на слова Олександра Богачука.
- (ор.83) «Засвіти мені в серці („Зневіра“)» (тенор, сопрано) з циклу «Три романси» на слова Олександра Богачука.

### Авторські пісні
- (ор.67) «Кохана пісне» F-dur (тенор) клавір у розшуку, є аудіозапис.
- (ор.68) «Заспівай мені мамо моя» (тенор) на слова Олександра Богачука.
- (ор.69) «Балада про чекання» (баритон) на слова Петра Маха.
- (ор.70) «Пелюстоньки з квітки осипаються» (баритон) на слова Шандора Петефі переклад українською Олександр Магон.
- (ор.72) «Не ходите по чужим следам» (тенор) на слова Петра Маха.
- (ор.73) «Спалена пісня» (дискант) на слова Олександра Богачука. Пісня-реквієм дітям, спаленим у печах концтабору Майданек.
- (ор.74) «Сон-трава» (тенор) на слова Петра Маха.

### Фортепіанні твори
- (ор.30) Соната g-moll «Магічна» [Архівовано 29 березня 2016 у Wayback Machine.]
- (ор.31) Дев'ять простих варіацій на українську тему [Архівовано 18 травня 2015 у Wayback Machine.]
- (ор.32) Мазурка D-dur [Архівовано 18 травня 2015 у Wayback Machine.]
- (ор.33) Цикл «Два прелюди»: (ор.33-1) Прелюдія-1 a-moll [Архівовано 18 травня 2015 у Wayback Machine.]; (ор.33-2) Прелюдія-2 f #-moll [Архівовано 18 травня 2015 у Wayback Machine.]
- (ор.34) Полонез [Архівовано 18 травня 2015 у Wayback Machine.]
- (ор.35) Прелюдія As-dur [Архівовано 18 травня 2015 у Wayback Machine.]

### Поліфонічні (органні) твори
- (ор.36) Подвійна фуга g-moll [Архівовано 4 березня 2016 у Wayback Machine.]
- (ор.37) Фуга b-moll [Архівовано 18 травня 2015 у Wayback Machine.]
- (ор.38) Фуга с-moll [Архівовано 18 травня 2015 у Wayback Machine.]
- (ор.103) Чотириголосна фуга [Архівовано 18 травня 2015 у Wayback Machine.]

### Обробки творів інших композиторів. Транскрипції для симфонічного оркестру
- (ор.4) Л. Ван Бетховен  8-а соната "Патетична"ор.13,  c-moll, І ч.
- (ор.7) Е.Гріг "Самотній подорожній" з циклу "Ліричні пісні для фортепіано", зошит І, ор.12, №2.
- (ор.13) Е.Гріг "Пташка" з циклу "Ліричні пісні для фортепіано", зошит І, ор.12, №4..
- (ор.10) Р.Шуман "Сміливий вершник" з "Альбому для юнацтва"
- (ор.11) Р.Шуман "Відлуння театру" з "Альбому для юнацтва"
- (ор.12) Е.Гріг "Пісня сторожа" з циклу "Ліричні пісні для фортепіано", зошит І, ор.12, №3.
- (ор.21) Ф.Шопен Ноктюрн F-dur ор.15 № 1
- (ор.6) П.Чайковський "Пісня жайворонка" /березень/ з циклу "Пори року" ор.37 bis, №3.
- (ор.5) С.Рахманінов Прелюдія ор.3, № 2, cis-moll.
- (ор.9) С.Рахманінов "О не сумуй" ор.14, № 8. (Сл. О.Апухтіна).
- (ор.8) М.Лисенко "Журба", ор.39, № 3. (Сл. Л.Глібова)
- (ор.14) "Тренско-хоро" Болгарський народний танок
- (ор.15) К.Домінчен "Пісня"
- (ор.20) П.Майборода "Київський вальс" (Сл. А.Малишка).
- (ор.18) О.Александров "Священна війна". (Сл. В.Лебедєва-Кумача).
- (ор.19) І.Дунаєвський "Марш ентузіастів". (Сл. А.Д'Актиля).
- (ор. 16) І.Дунаєвський "Шкільний вальс". (Сл. М.Матусовського).
- (ор.17) Б.Мокроусов "Заповітний камінь". (Сл. О.Жарова).
- (ор.22) А.Ешпай "Сніг йде" (Сл. Є.Євтушенко).
- (ор.24) Р.Паулс "Ліпси"
- (ор.25) І.Шварц "Нові друзі"
- (ор.23) І.Шамо "Пісня про щастя" (Сл. Д.Луценка)

### Обробки для інструментальних ансамблів
- (ор.27) П.Чайковський "Біля каминка" /Січень/ ор.37 bis, № 1 з циклу "Пори року" — для струнного квінтету.
- (ор.28) П.Чайковський "Пролісок" /Квітень/ ор.37 bis, № 4 з циклу "Пори року" — для струнного квінтету.
- (ор.29) П.Чайковський "Баркарола" /Червень/ ор.37 bis, № 6 з циклу "Пори року" — для струнного квінтету.

### Вокально-хорові обробки (Октет)
- (ор.62) Й. С. Бах Прелюдія F-dur – для вокального ансамблю (октету).
- (ор.59) Л. Ван Бетховен 14-та соната "Місячна" ор.27, №2 cis-moll, Іч. Сл. молитви "Отче наш" – для баритона і мішаного хору  a cappella.
- (ор.66) Ф.Шопен Ноктюрн F-dur ор.15 №1 – для вокального ансамблю.
- (ор.56) Е.Гріг "Танок Анітри" з музики до драми Г.Ібсена "Пер Гюнт" – для вокального ансамблю.
- (ор.63) Е.Гріг "Смерть Озе" з музики до драми Г.Ібсена "Пер Гюнт" – для вокального ансамблю.
- (ор.58) Е.Гріг "Пісня Сольвейг" з музики до драми Г.Ібсена "Пер Гюнт" – для вокального ансамблю.
- (ор.57) К.Дебюссі "Місячно сяйво" (з "Бергамаської сюїти") – для вокального ансамблю.
- (ор.54) Я.Сібеліус "Сумний вальс" ор.44 (фрагмент музики до драми Армаса Ярнефельта "Смерть") – для вокального ансамблю.
- (ор.60) П.Чайковський Andante cantabile з першого струнного квартету – для вокального ансамблю.
- (ор.61) П.Чайковський "Танок маленьких лебедів" з балету "Лебедине озеро" – для вокального ансамблю.
- (ор.64) П.Чайковський Романс (ор.5) – для вокального ансамблю.
- (ор.55) А.Хачатурян "Танок з шаблями" з балету "Гаяне" – для вокального ансамблю
- (ор.63) Ю.Фучик "Марш на вихід гладіаторів»"  – для вокального ансамблю.
- (ор.51) Г.Міллер "Місячна серенада" (Сл. Пурвса) – для вокального октету (або мішаного хору a cappella).
- (ор.50) Д.Модуньйо "Воляре" — для вокального ансамблю.
- (ор.52) Я.Френкель "Журавлі". Сл. Р.Гамзатова, переклад російською М,Гребнєва – для вокального ансамблю.
- (ор.48) М.Блантер "В лісі прифронтовому". Сл. М.Ісаковського, переклад українською А.Малишка – для триголосого хору (мішаного, чи однорідного; з супроводом чи a cappella).
- (ор.49) В.Баснер "З чого починається Батьківщина". Сл. М.Матусовського (  з к/ф "Щит і меч") – для мішаного хору a cappella або вокального ансамблю.
- (ор.53) І.Якушенко "Здрастуй, весно!" Сл. Г.Регістана – для вокального ансамблю

### Джазові обробки
- (ор.93) "Повільний вальс" комп. Рапацький (склад джаз-бенд: 2 Trombe; 2 Trombone; 2 Sax alti; Sax tenore; Akkord /партію не розписано/; C-basso)
- (ор.94) "Paso doble" комп. Harmid (склад джаз-бенд: 2 Trombe; 2 Trombone; 2 Sax alti; Sax tenore; Akkord /партію не розписано/; C-basso)
- (ор.95) Пісні та танці демократичних країн (1-й склад джаз-бенд: 2 Violin, 2 Trombe; 2 Trombone; Sax alti; Sax tenore; Ph-no…2-й склад джаз-бенд: 3 Trombe; 2 Trombone; Sax alti; Sax tenore, Sax baritone; Akkord /партію розписано частково/; C-basso; Percuss)
- (ор.96) "Катарино" комп. Шуман (склад джаз-бенд: Соліст (тенор); хор музикантів; 3 Trombe; 2 Trombone; Sax alti; Sax tenore; Bango; C-basso)
- (ор.97) "Зустріч" комп.Веннета (склад джаз-бенд: 3 Trombe; 2 Trombone; Sax alti; Clarinet; Sax tenore, Bango; C-basso)
- (ор.98) "Фантазія" (склад джаз-бенд: 2 Trombe; 2 Trombone; Sax alti; Sax tenore, Clarinet; Akkord /партію розписано частково/; C-basso; Percuss)
- (ор.99) "Я завжди з тобою" комп. Мураделі (склад джаз-бенд: 2 Trombe; 2 Trombone; 2 Sax alti; Sax tenore, Akkord; C-basso))
- (ор.100) "Пісня кохання" комп. О.Островський (склад джаз-бенд: 2 Trombe; Trombone; 2 Sax alti; Sax tenore, C-basso)
- (ор.101) "Vogabongo negro" комп. L.Gelmine текст Ivar (склад джаз-бенд: 2 Trombe; 2 Trombone; 2 Sax alti; Sax tenore, C-basso)